# Çatalzeytin
Çatalzeytin ist eine Stadt und Hauptort des gleichnamigen Landkreises in der türkischen Provinz Kastamonu in Nordanatolien. Die Stadt Çatalzeytin liegt an der Schwarzmeerküste im äußersten Nordosten der Provinz, etwa 72 km nordöstlich der Provinzhauptstadt Kastamonu. Die Stadt liegt an der Fernstraße D010, die entlang der Küste verläuft. Çatalzeytin wurde 1954 zur Belediye (Gemeinde) erhoben.
Der am 1. Juni 1954 gebildete Landkreis erstreckt sich entlang der Küste und ein Stück ins Bergland des Küre Dağları. Er grenzt im Westen an die Kreise Abana und Bozkurt, im Südwesten an den Kreis Devrekani und im Süden an den Kreis Taşköprü. Im Osten schließlich grenzt er an den Kreis Türkeli der Provinz Sinop.
Neben der Kreisstadt besteht er aus 41 Dörfern (Köy) mit durchschnittlich 101 Bewohnern. Das Spektrum der Einwohnerzahl reicht von 252 (Paşalı) bis 33 (Kulfallar). Die Bevölkerungsdichte liegt knapp unter dem Provinzdurchschnitt.